# Bodman-Ludwigshafen
Bodman-Ludwigshafen – gmina w Niemczech, w kraju związkowym Badenia-Wirtembergia, w rejencji Fryburg, w regionie Hochrhein-Bodensee, w powiecie Konstancja, wchodzi w skład wspólnoty administracyjnej Stockach. Leży na zachodnim krańcu Jeziora Bodeńskiego (Jezioro Überlinger).

## Historia
Bodman zostało wzniesione na palach już na przełomie epoki kamienia i epoki brązu. W XI wieku powstał tu palatynat Karolingów, którym zarządzali m.in. Ludwik II Niemiecki i Karol Otyły. Rudolf II Habsburg odsprzedał w 1277 palatynat Janowi z Bodman.
Najstarsze wzmianki o Ludwigshafen (wówczas Sernatingen) pochodzą z 1145. W 1810 Sernatingen włączono do Badenii. Nowy port wybudował tu Ludwik I Badeński w 1826 i wtedy to zmieniono nazwę na Ludwigshafen.
Bodman-Ludwigshafen jest gminą połączoną z dwóch niezależnych gmin: Bodman oraz Ludwigshafen, która do reformy z 1973 należała do powiatu Stockach.

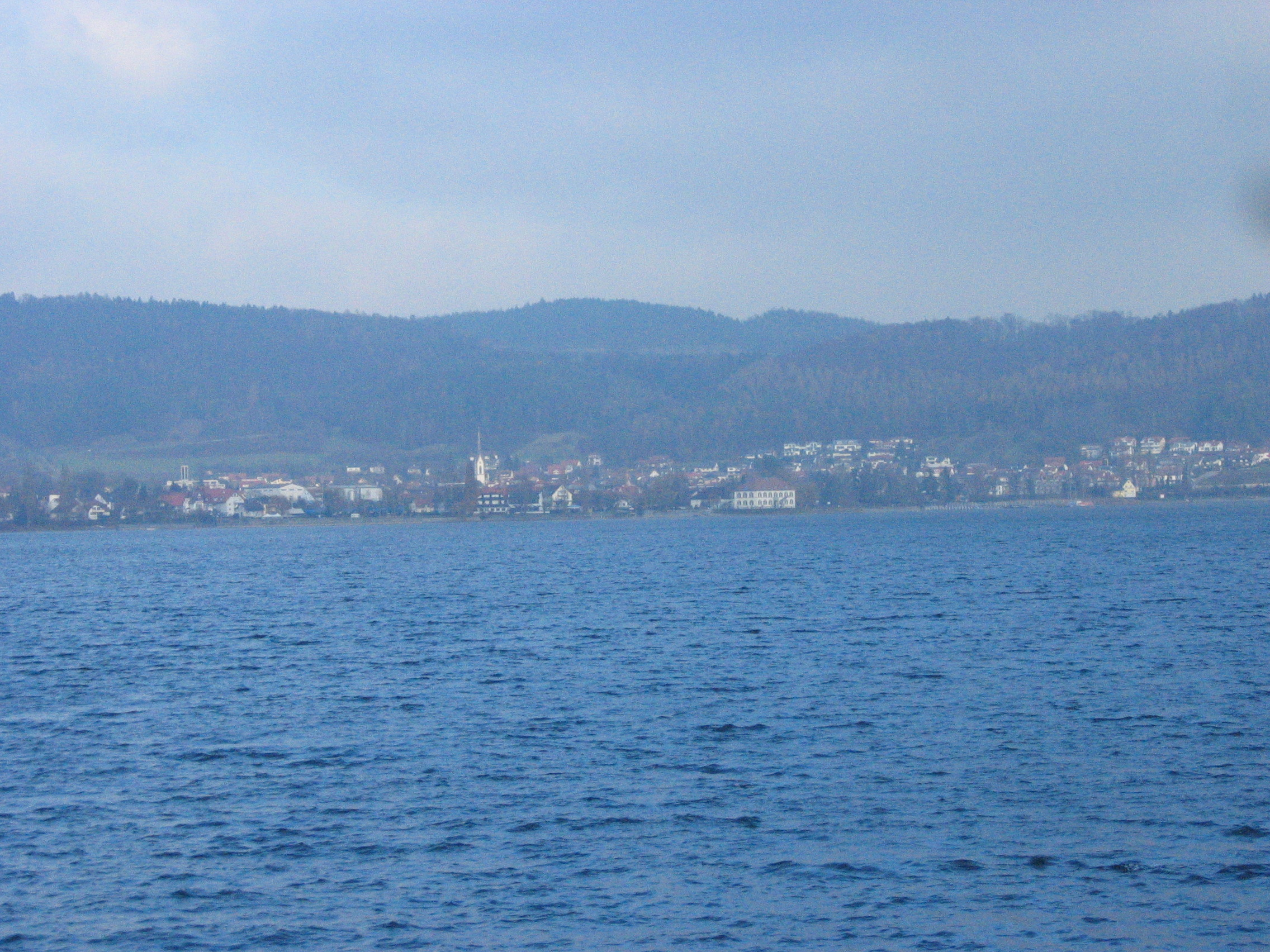
Ludwigshafen

## Religia
Na obszarze gminy panuje głównie kościół katolicki, lecz również są świątynie ewangelickie i nowoapostolskie.

## Polityka
Ostatnie wybory samorządowe przeprowadzono 13 czerwca 2004, 53,8% głosów zdobyło CDU, 31,3% FWG a 15,6% SPD. W radzie gminy zasiada 16 radnych z czego 9 jest z CDU, 5 z FWG a pozostali dwaj z SPD.

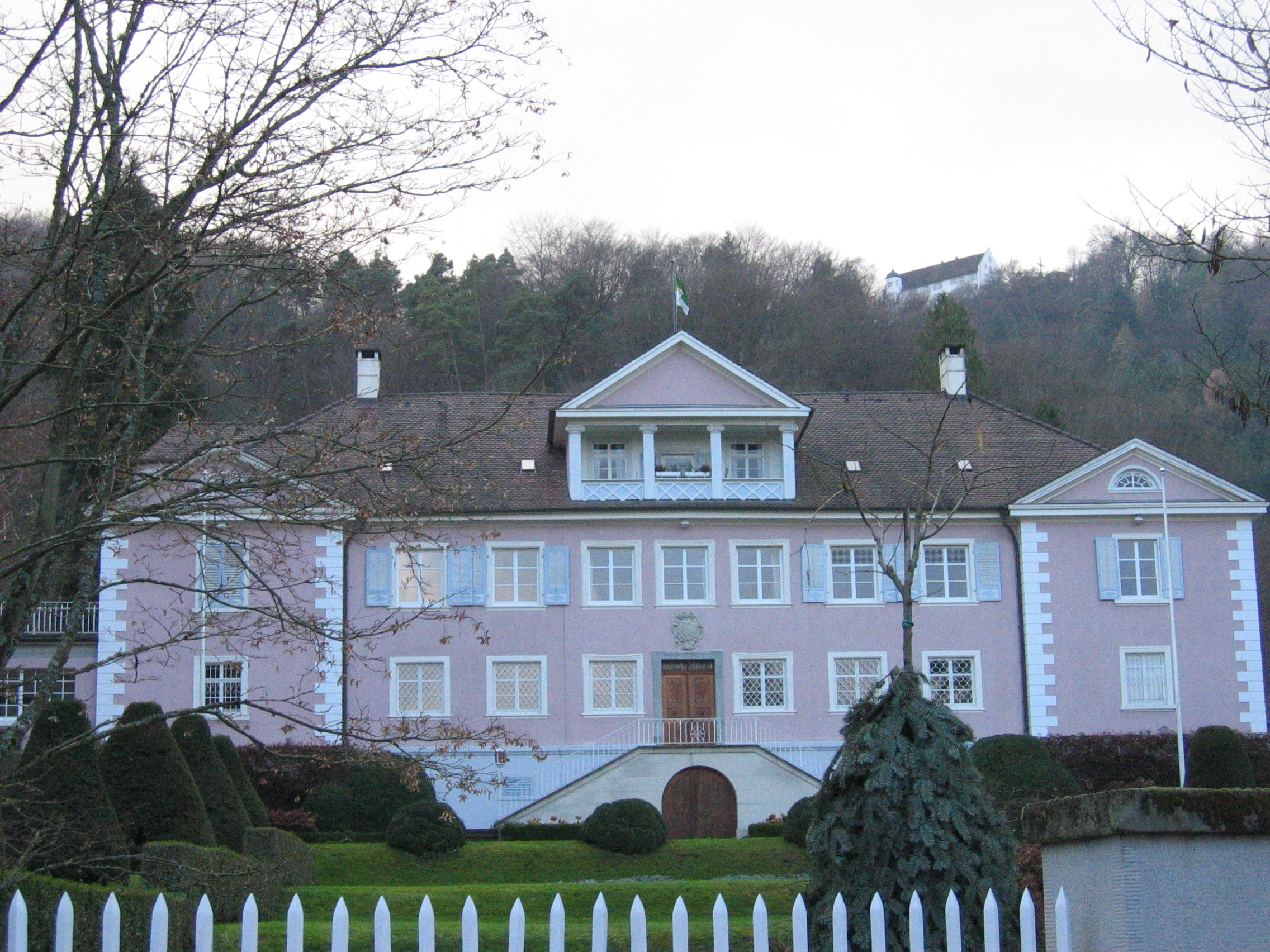
Zamek Bodman

## Kultura i rozrywka
Przez gminę przebiega szlak rowerowy otaczająca Jezioro Bodeńskie - Bodensee.
W Bodman znajduje się zamek.

## Infrastruktura
Ludwigshafen leży przy drodze krajowej B34 (E54) oraz linii kolejowej Lindau (Bodensee)-Radolfzell am Bodensee.
W gminie znajduje się szkoła podstawowa, Hauptschule oraz Werkrealschule.

## Współpraca
Miejscowość partnerska:
- Schweta – dzielnica Mügeln, Saksonia

## Osoby związane z gminą
- Wilhelm Schäfer(inne języki) – niemiecki pisarz